# Îlot Saint-Michel (Côtes-d’Armor)
Îlot Saint-Michel (Sankt-Michaels-Insel) ist eine unbewohnte Gezeiteninsel im Ärmelkanal, nahe Sables-d'Or-les-Pins in der Gemeinde Erquy im Département Côtes-d’Armor in der Bretagne in Frankreich. Sie hat ihren Namen von der dem Erzengel Michael geweihten Kapelle, die für die Einheimischen am 29. September Wallfahrtsort ist. 
Auf der Insel befindet sich die kleine Kapelle Saint-Michel de la Roche au Nay. Die Kapelle aus dem späten 19. Jahrhundert ersetzte frühere Bauten, die seit dem Mittelalter auf der Insel standen. Sie wurde im 21. Jahrhundert komplett renoviert. Die ursprüngliche Kirche wurde von Zisterziensern der Abtei Saint-Aubin des Bois in Plédéliac gegründet. Die erste Erwähnung der Insel erfolgte im Jahr 1249. Im Laufe der Zeit wurde die Kapelle Eigentum der Gemeinde. 1640 setzten sich die Rektoren des Klosters dafür ein, dass die Einnahmen der Kapelle an das Kloster zurückfallen sollten. Im Jahr 1770 wurde die Insel Gemeindeeigentum. Der letzte bekannte Einwohner war ein Einsiedler, der im 19. Jahrhundert dort lebte.

Îlot Saint-Michel
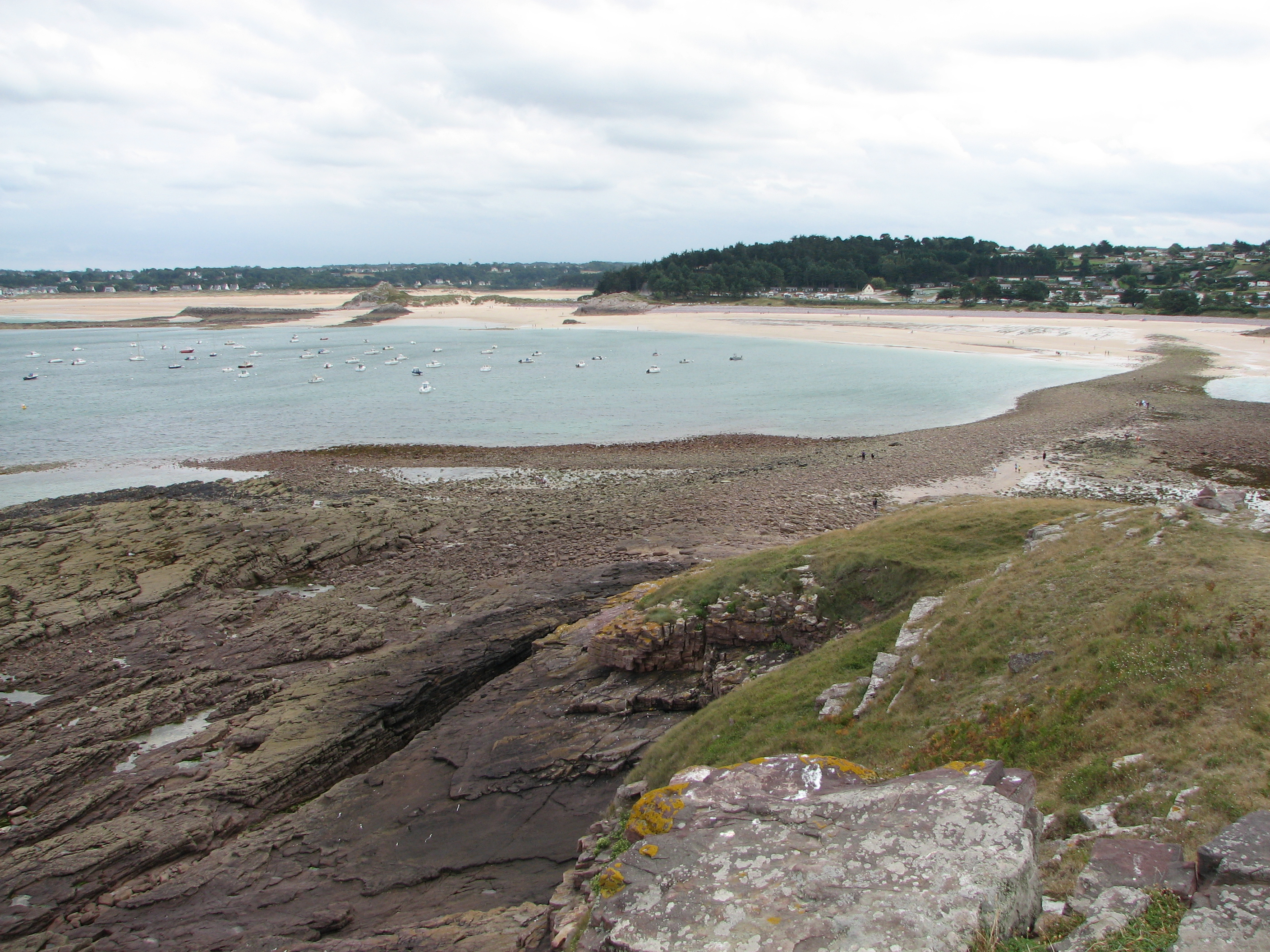
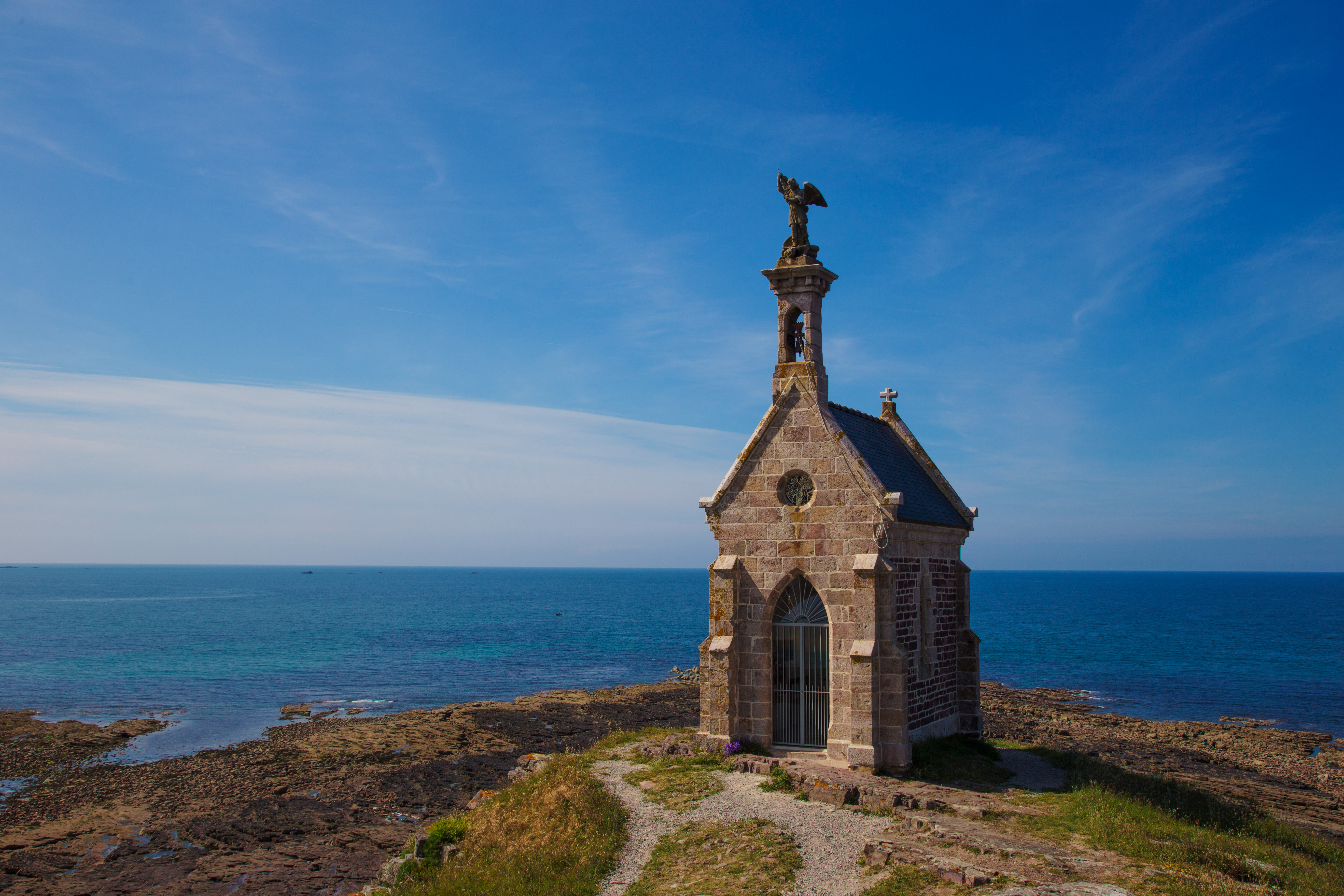
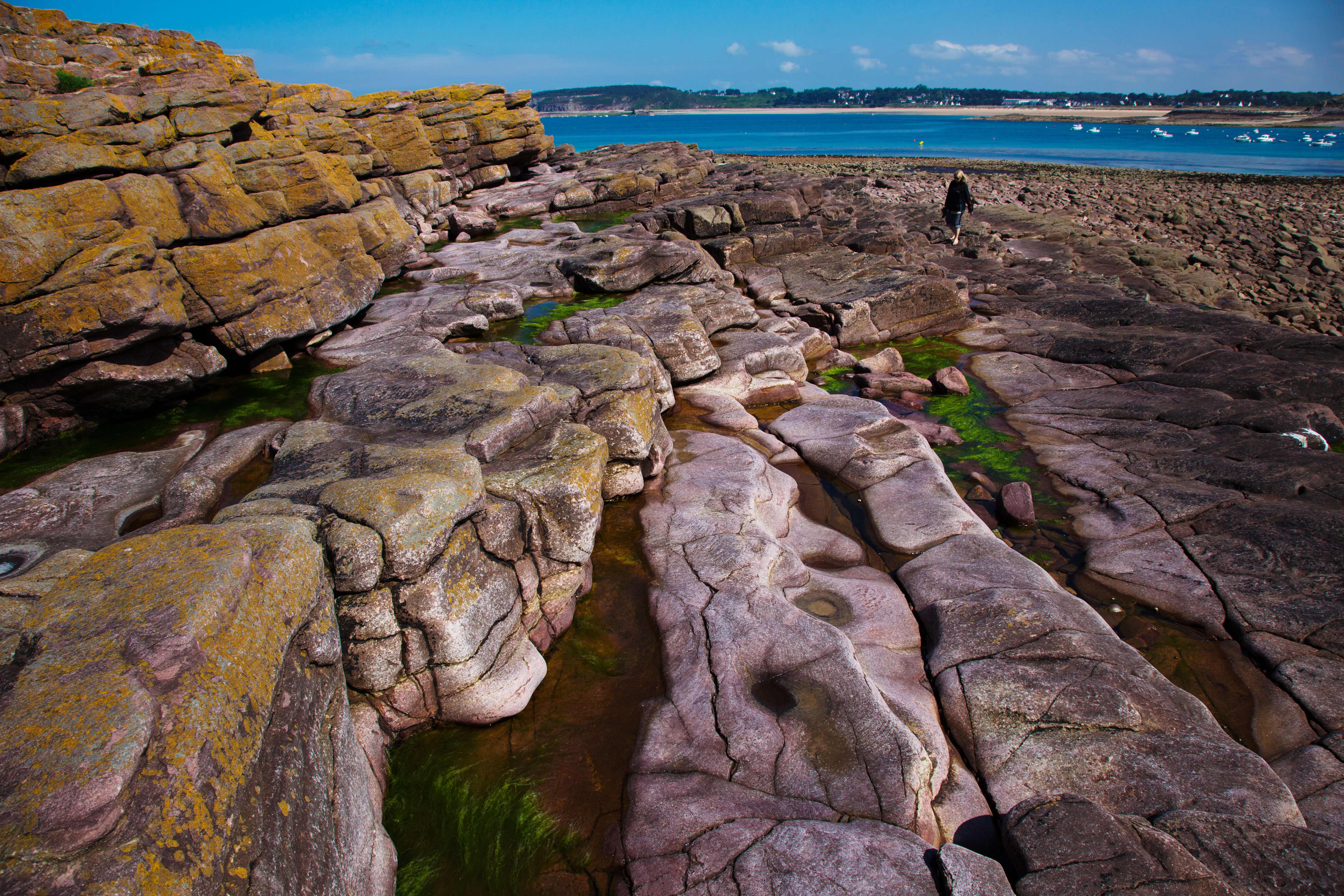
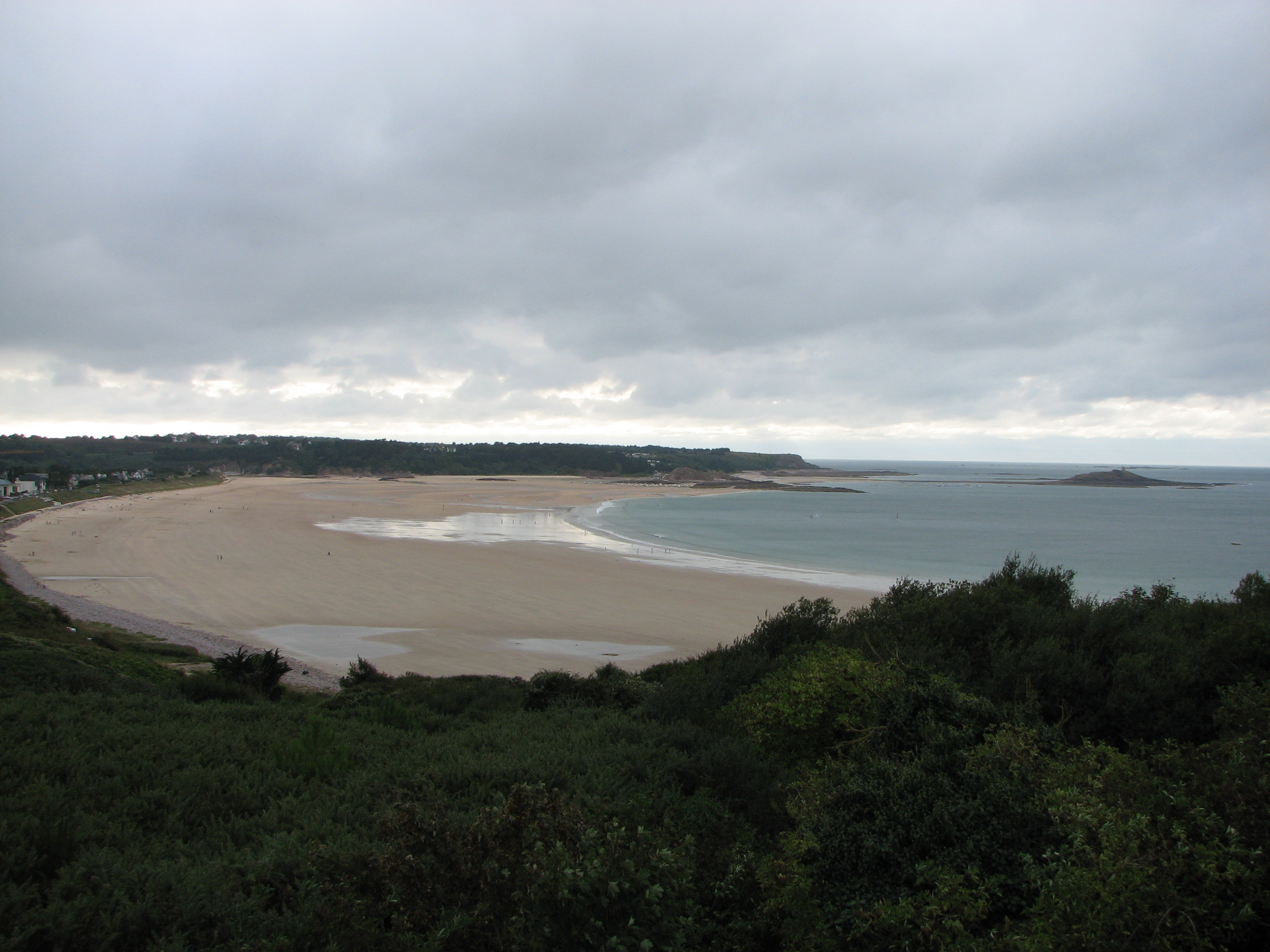

Nach einer lokalen Legende war die Insel in der Antike mit dem Festland verbunden. Der Teufel reiste in ihre Nähe und der Erzengel wollte ihn aufhalten. Er ging auf das Meer zu und als er am äußersten Punkt der heutigen Insel ankam, schaute er zurück und stampfte mit dem Fuß. Das Land spaltete sich und das Meer ergoss sich über den Teufel und seine Kobolde. Seitdem ist der Teufel nicht mehr auf die Erde gekommen. Zur Erinnerung an das Wunder wurde auf der Insel eine Kapelle errichtet. Zu dieser Zeit wurde der Felsen der Insel rot. Eine alternative Version ist, dass die Felsen rot wurden, als der heilige Michael auf den Boden stampfte.
Der Strand und die Insel sind auch Ort der Gezeitenfischerei.
Der Dolmen de la Ville Hamon liegt in der Nähe.